# Echinophyllia patula
Echinophyllia patula is een rifkoralensoort uit de familie van de Lobophylliidae. De wetenschappelijke naam van de soort is voor het eerst geldig gepubliceerd in 1981 door Hodgson & Ross.